# 2005年の宝塚歌劇公演一覧
本項目では、2005年の宝塚歌劇公演一覧（2005ねんのたからづかかげきこうえんいちらん）について示す。

## 宝塚大劇場公演

### 宙組
- 1月1日（土） - 1月31日（月）
  - 『ホテル ステラマリス』（正塚晴彦）
  - 『レビュー伝説 -モン・パリ誕生77周年を記念して-』（草野旦　作・演出）

外部リンク
- 宝塚歌劇団・公演案内

### 月組
- 2月4日（金） - 3月21日（月）
  - 『エリザベート -愛と死の輪舞-』（ミヒャエル・クンツェ　脚本・歌詞、小池修一郎　潤色・演出）

外部リンク
- 宝塚歌劇団・公演案内

### 花組
- 3月25日（金） - 5月9日（月）
  - 『マラケシュ・紅の墓標』（荻田浩一　作・演出）
  - 『エンター・ザ・レビュー』（酒井澄夫　作・演出）

外部リンク
- 宝塚歌劇団・公演案内

### 星組
- 5月13日（金） - 6月20日（月）
  - 『長崎しぐれ坂<榎本滋民・作「江戸無宿」より>』（植田紳爾　脚色・演出）
  - 『ソウル・オブ・シバ!! -夢のシューズを履いた舞神-』（藤井大介　作・演出）

外部リンク
- 宝塚歌劇団・公演案内

### 雪組
- 6月24日（金） - 8月1日（月）
  - 『霧のミラノ』（柴田侑宏　作、中村暁　演出）
  - 『ワンダーランド』（石田昌也　作・演出）

外部リンク
- 宝塚歌劇団・公演案内

### 宙組
- 8月5日（金） - 9月19日（月）
  - 『炎にくちづけを<「イル・トロヴァトーレ」より>』（木村信司　脚本・演出）
  - 『ネオ・ヴォヤージュ』（三木章雄　作・演出）

外部リンク
- 宝塚歌劇団・公演案内

### 月組
- 9月23日（金） - 10月31日（月）
  - 『JAZZYな妖精たち』（谷正純　作・演出）
  - 『REVUE OF DREAMS』（中村一徳　作・演出）

外部リンク
- 宝塚歌劇団・公演案内

### 花組
- 11月4日（金） - 12月13日（火）
  - 『落陽のパレルモ』（植田景子　脚本・演出）
  - 『ASIAN WINDS! - アジアの風 -』（岡田敬二　作・演出）

外部リンク
- 宝塚歌劇団・公演案内

## 東京宝塚劇場公演

### 雪組
- 1月2日（日） - 2月13日（日）
  - 『青い鳥を捜して』（石田昌也　作・演出）
  - 『タカラヅカ・ドリーム・キングダム』（三木章雄・藤井大介・齋藤吉正　作・演出）

外部リンク
- 宝塚歌劇団・公演案内

### 宙組
- 2月18日（金） - 4月3日（日）
  - 『ホテル ステラマリス』（正塚晴彦）
  - 『レビュー伝説 -モン・パリ誕生77周年を記念して-』（草野旦　作・演出）

外部リンク
- 宝塚歌劇団・公演案内

### 月組
- 4月8日（金） - 5月22日（月）
  - 『エリザベート -愛と死の輪舞-』（ミヒャエル・クンツェ　脚本・歌詞、小池修一郎　潤色・演出）

外部リンク
- 宝塚歌劇団・公演案内

### 花組
- 5月27日（金） - 7月3日（日）
  - 『マラケシュ・紅の墓標』（荻田浩一　作・演出）
  - 『エンター・ザ・レビュー』（酒井澄夫　作・演出）

外部リンク
- 宝塚歌劇団・公園案内

### 星組
- 7月8日（金） - 8月14日（日）
  - 『長崎しぐれ坂<榎本滋民・作「江戸無宿」より>』（植田紳爾　脚色・演出）
  - 『ソウル・オブ・シバ!! -夢のシューズを履いた舞神-』（藤井大介　作・演出）

外部リンク
- 宝塚歌劇団・公演案内

### 雪組
- 8月19日（金） - 10月2日（日）
  - 『霧のミラノ』（柴田侑宏　作、中村暁　演出）
  - 『ワンダーランド』（石田昌也　作・演出）

外部リンク
- 宝塚歌劇団・公演案内

### 宙組
- 10月7日（金） - 11月13日（日）
  - 『炎にくちづけを<「イル・トロヴァトーレ」より>』（木村信司　脚本・演出）
  - 『ネオ・ヴォヤージュ』（三木章雄　作・演出）

外部リンク
- 宝塚歌劇団・公演案内

### 月組
- 11月18日（金） - 12月25日（日）
  - 『JAZZYな妖精たち』（谷正純　作・演出）
  - 『REVUE OF DREAMS』（中村一徳　作・演出）

外部リンク
- 宝塚歌劇団・公演案内

## 宝塚バウホール公演

### 花組
- 1月2日（日） - 2月6日（日）　
  - 『くらわんか』（谷正純　作・演出）

外部リンク
- 宝塚歌劇団・公演案内

### 星組
- 2月27日（日） - 3月27日（日）
  - 『それでも船は行く』（太田哲則　作・演出）

外部リンク
- 宝塚歌劇団・公演案内

### 雪組
- 4月4日（月） - 5月8日（日）
  - 『さすらいの果てに』（中村暁　作・演出）

外部リンク
- 宝塚歌劇団・公演案内

### 宙組
- 5月16日（月） - 6月19日（日）
  - 『Le Petit Jardin（ル・プティ・ジャルダン） -幸せの庭-』（植田景子　作・演出）

外部リンク
- 宝塚歌劇団・公演案内

### 月組
- 7月4日（月） - 8月7日（日）
  - 『BourbonStreet Blues』（作・演出　正塚晴彦）

外部リンク
- 宝塚歌劇団・公演案内

### 雪組
- 11月3日（木） - 11月15日（火）　
  - 『DAYTIME HUSTLER』～愛を売る男～ （小池修一郎　作・演出）

外部リンク
- 宝塚歌劇団・公演案内

## その他の日本公演

### 花組・特別
- 1月4日（火） - 1月11日（火）　東京・日本青年館
  - 『天の鼓 -夢幻とこそなりにけれ-』（児玉明子　作・演出）

外部リンク
- 宝塚歌劇団・公演案内

### 星組
- 2月2日（水） - 2月24日（木）　中日劇場
  - 『王家に捧ぐ歌-オペラ「アイーダ」より-』（木村信司　作・演出）

外部リンク
- 宝塚歌劇団・公演案内

### 雪組
- 3月18日（金） - 3月30日（水）　大阪・シアター・ドラマシティ
  - 『睡れる月』（大野拓史　作・演出）

外部リンク
- 宝塚歌劇団・公演案内

### 雪組・特別
- 4月4日（月） - 4月11日（月）　東京・日本青年館
  - 『睡れる月』（大野拓史　作・演出）

- 4月16日（土） - 4月19日（火）　福岡市民会館
  - 『睡れる月』（大野拓史　作・演出）

外部リンク
- 宝塚歌劇団・公演案内　日本青年館
- 宝塚歌劇団・公演案内　福岡市民会館

### 宙組
- 5月21日（土） - 6月15日（水）　全国ツアー
  - 『ホテル ステラマリス』（正塚晴彦）
  - 『レビュー伝説 -モン・パリ誕生77周年を記念して-』（草野旦　作・演出）

外部リンク
- 宝塚歌劇団・公演案内

#### 公演場所
- 5月21日・22日	梅田芸術劇場
- 5月24日　鳥取県立倉吉未来中心
- 5月25日　島根県民会館
- 5月27日・28日・29日　福岡市民会館
- 5月31日　長崎ブリックホール
- 6月2日　熊本市民会館
- 6月4日・5日　広島郵便貯金ホール
- 6月7日　和光市民文化センター（埼玉県）
- 6月8日　小平市市民文化会館（東京都）
- 6月10日　川口リリア（埼玉県）
- 6月11日・12日	神奈川県民ホール
- 6月14日・15日	静岡市民文化会館

### 月組
- 7月9日（土） - 7月25日（月）　梅田芸術劇場
  - 『Ernest in Love（アーネスト イン ラブ）』（オスカー・ワイルド　原作、アン・クロズウエル　脚本・作詞、木村信司　演出）

外部リンク
- 宝塚歌劇団・公演案内

### 花組
- 8月2日（火） - 8月24日（水）　博多座
  - 『マラケシュ・紅の墓標』（荻田浩一　作・演出）
  - 『エンター・ザ・レビュー』（酒井澄夫　作・演出）

- 9月1日（木） - 9月23日（金）　日生劇場
  - 『Ernest in Love（アーネスト イン ラブ）』（オスカー・ワイルド　原作、アン・クロズウエル　脚本・作詞、木村信司　演出）

外部リンク
- 宝塚歌劇団・公演案内　博多座
- 宝塚歌劇団・公演案内　日生劇場

### 星組
- 9月24日（土） - 10月21日（金）　全国ツアー
  - 『ベルサイユのばら』～池田理代子・原作「ベルサイユのばら」より～（植田紳爾　脚本、植田紳爾・谷正純　演出）
  - 『ソウル・オブ・シバ!!』-夢のシューズを履いた舞神- （藤井大介　作・演出）

外部リンク
- 宝塚歌劇団・公演案内

#### 公演場所
- 9月24日・25日	梅田芸術劇場
- 9月27日　長野県松本文化会館
- 9月28日　長野県県民文化会館
- 9月30日　さいたま市文化センター
- 10月1日・2日　市川市文化会館（千葉県）
- 10月4日　伊勢崎市文化会館（群馬県）
- 10月6日　宇都宮市文化会館（栃木県）
- 10月8・9日　新潟県民会館
- 10月10日　上越文化会館（新潟県）
- 10月12日　北上・さくらホール（岩手県）
- 10月13日　湯沢文化会館（秋田県）
- 10月15・16日　秋田市文化会館
- 10月18日　ふるさと交流圏民センター（オルテンシア）（青森県五所川原市）
- 10月20・21日　北海道厚生年金会館

### 星組
- 9月30日（金） - 10月11日（火）　大阪・シアタードラマシティ
  - 『龍星(りゅうせい)』-闇を裂き天(あま)翔けよ。朕(ちん)は、皇帝なり-（児玉明子　作・演出）

外部リンク
- 宝塚歌劇団・公演案内

### 星組・特別
- 10月16日（日） - 10月24日（月）　東京・日本青年館
  - 『龍星(りゅうせい)』-闇を裂き天(あま)翔けよ。朕(ちん)は、皇帝なり-（児玉明子　作・演出）

外部リンク
- 宝塚歌劇団・公演案内

### 雪組
- 11月5日（土） - 11月30日（水）　全国ツアー
  - 『銀の狼』（正塚晴彦）
  - 『ワンダーランド』（石田昌也　作・演出）

外部リンク
- 宝塚歌劇団・公演案内

#### 公演場所
- 11月5日・6日　梅田芸術劇場
- 11月8日・9日　イズミティ21（宮城県）
- 11月11日・12日　神奈川県民ホール
- 11月13日　市川市文化会館（千葉県）
- 11月15日　オーバードホール（富山市芸術文化ホール）
- 11月17日　フェニックス・プラザ（福井県）
- 11月19・20日　名古屋市民会館
- 11月22日　四日市市文化会館（三重県）
- 11月23日　三重県文化会館
- 11月25日　福岡サンパレス
- 11月26日・27日　九州厚生年金会館（北九州市)
- 11月29日　西条市総合文化会館（愛媛県）
- 11月30日　松山市民会館

### 雪組・特別
- 11月29日（火） - 12月2日（金）　東京・日本青年館
  - 『DAYTIME HUSTLER』～愛を売る男～（小池修一郎　作・演出）

外部リンク
- 宝塚歌劇団・公演案内

### 宙組
- 12月16日（金） - 12月29日（木）　大阪・シアタードラマシティ　＊23日からは中止であった
  - 和央ようかライブショー『W -WING-』（齋藤吉正　作・演出）

外部リンク
- 宝塚歌劇団・公演案内

## 韓国公演・星組

### 公演日と公演場所
- 11月11日（金） - 11月13日（日）　慶熙（きょんひ）大学｢平和の殿堂｣（大韓民国ソウル特別市東大門区回基洞1番地）

### 公演演目
- マリー・アントワネット生誕250周年記念・宝塚グランドロマン『ベルサイユのばら』～池田理代子原作「ベルサイユのばら」より～ （植田紳爾　脚本、植田紳爾・谷正純　演出）
- ショー『ソウル・オブ・シバ!!』-夢のシューズを履いた舞神- （藤井大介　作・演出）

### 協賛等
- 招聘：大韓民国文化観光部
- 主催：韓国観光公社
- 主管：ソウル放送
- 制作・著作：宝塚歌劇団

### 参加生徒
- 未沙のえる（専科）

#### 星組
- 英真なおき
- 万里柚美
- にしき愛
- しのぶ紫
- 湖月わたる
- 安蘭けい
- 紫蘭ますみ
- 立樹遥
- 百花沙里
- 彩愛ひかる

- 涼紫央
- 毬乃ゆい
- 星風エレナ
- 青空弥ひろ
- 琴まりえ
- 祐穂さとる
- 白羽ゆり
- 大真みらん
- 美城れん
- 綺華れい

- 柚希礼音
- 真白ふあり
- 銀河亜未
- 湖咲ひより
- 花愛瑞穂
- 華美ゆうか
- 天緒圭花
- 一輝慎
- 鶴美舞夕
- 麻尋しゅん

- 花ののみ
- 妃咲せあら
- 八汐ゆう美
- 碧海りま
- 如月蓮
- 蒼乃夕妃